# 托马斯·巴列奥略
托马斯·巴列奥略（希臘語：Θωμᾶς Παλαιολόγος，拉丁化：Thomas Palaiologos，1409年—1465年5月12日），摩里亚专制君主，拜占庭帝国流亡皇帝。

## 生平
托马斯·巴列奥略是拜占庭皇帝曼努埃尔二世与皇后海伦娜·德拉加什的幼子。
1428年起，托马斯与其兄狄奥多尔、君士坦丁同为摩里亚专制君主。1443年狄奥尔多退位后，他继续与君士坦丁共治摩里亚。1448年君士坦丁继位成为拜占庭皇帝後，他又于1449年起与其兄季米特里奥斯共治。1453年奥斯曼帝国穆罕默德二世攻陷君士坦丁堡、灭亡拜占庭帝国后，让他与季米特里奥斯继续统治摩里亚。此后，他联合热那亚共和国与教宗击退了亲奥斯曼的兄长季米特里奥斯，但最终被支援的奥斯曼军队击败，他也于1460年逃亡意大利羅馬。
由于其兄季米特里奥斯投靠奥斯曼帝国，此后托马斯成为了拜占庭皇帝理论上的合法继承者，受到整个基督教欧洲的承认。此外，他在晚年还改信了罗马天主教。他于1465年逝世，其长子安德烈斯·巴列奥略成为了其继承者。

## 子女
托马斯·巴列奥略之妻为亚该亚的卡特琳·扎卡里亚，他们的子女包括：
- 海伦娜·巴列奥略，嫁给塞尔维亚专制君主拉扎尔·布兰科维奇（英语：Lazar Branković）
- 安德烈斯·巴列奥略，继其位成为拜占庭流亡皇帝
- 曼努埃尔·巴列奥略（英语：Manuel Palaiologos）
- 佐伊·帕里奥洛吉娜（后改名索菲娅），嫁给莫斯科大公伊凡三世